# 黒船 (サディスティック・ミカ・バンドのアルバム)
『黒船』（くろふね）は、1974年11月5日にサディスティック・ミカ・バンドが東芝EMI／DOUGHNUT RECORDSから発売した2枚目のオリジナル・アルバム。

## 解説
音楽プロデューサーにピンク・フロイドらを手がけていたクリス・トーマスを招いて制作されたアルバム。
1つのコンセプトに沿ったストーリー風の楽曲が収められているが、デモテープを作らずにスタジオ入りしており、「墨絵の国へ」やインストゥルメンタルなどはスタジオで作られた。
スタジオは作品が完成するまで完全貸切状態で、部外者の立ち入りを一切禁止。
今日では通例となっているパンチインによるマスターテープ加工も一般的ではなく、テープにハサミを入れる事が御法度とされていたため（当時の日本のレコード会社でこの行為は禁止されていた）、トーマスからテープ編集を指示された録音スタッフのハサミを持つ手は震えていたという。
ジョージ・マーティンの「5人目のビートルズ」的プロデュース・スタイルに影響を受けていたクリスは、「7人目のミカ・バンド」として仕事に臨み、曲構成・アレンジの助言は勿論のこと、彼がこれまで培ってきたレコーディング・テクニックの数々…それはミカ・バンドはもちろん東芝EMIのスタッフもエンジニアも初めて目の当たりにするワザばかりだった…をメンバーたちに披露しながらアルバム作りを進めていった。
こうして450時間という、これまた前代未聞のレコーディング時間を費やして、1974年5月30日、幕末の黒船来航をモチーフに「東洋と西洋の出会い」をテーマとしたコンセプト・アルバム『黒船』は完成。先ず同年10月5日に、クリスが高中正義に何十回とギターをダビングさせて構築したヴェルヴェット・アンダーグラウンドmeetsフィル・スペクターといった風情の“Wall of Sound”が印象的な「タイムマシンにお願い」を先行シングル・カット。ひと月後の11月5日には “本体”がリリースされた。

## 評価
レコード・コレクターズ2010年8月号の特集「日本のロック/フォーク・アルバム・ベスト100(60〜70年代篇)」では5位にランクインしている。

## リリース履歴
| No. | 日付          | レーベル                  | 規格           | 規格品番   | 最高順位 | 備考                                                            |
| --- | ------------- | ------------------------- | -------------- | ---------- | -------- | --------------------------------------------------------------- |
| 1   | 1974年11月5日 | 東芝EMI／DOUGHNUT RECORDS | LP             | DTP-72003  | 38位     |                                                                 |
| 2   | 1982年        | 東芝EMI／EXPRESS          | LP             | ETP-40153  | -位      | エキスプレスレコード15周年完全生産限定盤                        |
| 3   | 1988年4月5日  | 東芝EMI                   | CD             | CA30-1410  | -位      | 再発                                                            |
| 4   | 1989年6月7日  | 東芝EMI                   | CD             | CT25-5467  | -位      | 『サディスティック・ミカ・バンド CD-BOX』収録                   |
| 5   | 1992年6月24日 | 東芝EMI                   | CD             | TOCT-6578  | -位      | 『音蔵』シリーズ                                                |
| 6   | 1994年3月23日 | 東芝EMI                   | CD             | TOCT-8331  | -位      | CD-BOX『PERFECT!』収録                                          |
| 7   | 1998年3月18日 | 東芝EMI                   | CD             | TOCT-10139 | -位      | 『Q盤』シリーズ                                                 |
| 8   | 2000年12月6日 | 東芝EMI                   | CD             | TOCT-10748 | -位      | 『20世紀名盤』シリーズ                                          |
| 9   | 2003年6月27日 | 東芝EMI                   | CD             | TOCT-25113 | -位      | 『必聴名盤』シリーズ 紙ジャケット仕様／24ビット・リマスタリング |
| 10  | 2005年3月30日 | 東芝EMI                   | CD             | TOCT-16012 | -位      | 再発                                                            |
| 11  | 2006年8月23日 | 東芝EMI                   | CD             | TOCT-11162 | -位      | 再発                                                            |
| 12  | 2013年9月25日 | ユニバーサル ミュージック | SHM-CD         | TOCT-95214 | -位      | 『絶対名盤 J-Premium』シリーズ                                  |
| 13  | 2018年9月19日 | ユニバーサル ミュージック | MQA-CD / UHQCD | UPCY-40003 | -位      | 『ハイレゾCD 名盤』シリーズ・ハイレゾ音源                       |

## 収録曲
| #         | タイトル                   | 作詞      | 作曲               | 時間  |
| --------- | -------------------------- | --------- | ------------------ | ----- |
| 1.        | 「墨絵の国へ」             | 松山猛    | 加藤和彦           | 4:56  |
| 2.        | 「何かが海をやってくる」   | 松山猛    | サディスティックス | 4:14  |
| 3.        | 「タイムマシンにおねがい」 | 松山猛    | 加藤和彦           | 4:13  |
| 4.        | 「黒船(嘉永六年六月二日)」 |           | サディスティックス | 0:50  |
| 5.        | 「黒船(嘉永六年六月三日)」 |           | サディスティックス | 2:56  |
| 6.        | 「黒船(嘉永六年六月四日)」 |           | サディスティックス | 2:41  |
| 合計時間: | 合計時間:                  | 合計時間: | 合計時間:          | 19:50 |

| #         | タイトル             | 作詞      | 作曲               | 時間  |
| --------- | -------------------- | --------- | ------------------ | ----- |
| 7.        | 「よろしく どうぞ」  |           | サディスティックス | 0:53  |
| 8.        | 「どんたく」         | 松山猛    | 加藤和彦           | 3:52  |
| 9.        | 「四季頌歌」         | 松山猛    | 加藤和彦           | 5:43  |
| 10.       | 「塀までひとっとび」 | 林立夫    | 小原礼             | 3:36  |
| 11.       | 「颱風歌」           | 松山猛    | 加藤和彦・小原礼   | 3:56  |
| 12.       | 「さようなら」       | 松山猛    | 加藤和彦           | 4:38  |
| 合計時間: | 合計時間:            | 合計時間: | 合計時間:          | 22:38 |

## 楽曲解説

### A面
1. 墨絵の国へ
サイド・ヴォーカルは高橋幸宏。小原礼はフレットレスベースを弾いている[1]。
2. 何かが海をやってくる
3. タイムマシンにおねがい
先行シングルとして「颱風歌」とのカップリングで発売された。1992年にはアニメ『まぼろしまぼちゃん』の主題歌に起用されている。
4. 黒船(嘉永六年六月二日)
この曲の収録時、高橋がドラミングに苦労していたところ、トーマスからスタッフへ「ティーカップ(湯飲み茶碗)を50個、用意するように」との指示があった。早速スタッフが用意し、「お茶も50杯分用意しましょうか?」と訊くのをよそに、収録したイントロ部分のリズムに合わせて、湯飲み茶碗を一斉に叩き壊したという。
5. 黒船(嘉永六年六月三日)
演奏中に発された声は小原によるもので、当時流行っていた映画の「燃えよドラゴン」を意識したという。一方、アウトロで聴かれる擦過音は割り箸を束ねてこすり合わせた音である[1]。
6. 黒船(嘉永六年六月四日)

### B面
1. よろしく どうぞ
2. どんたく
イントロにジッパーを引き上げる音が入っている。これは、トーマスから「明日、リーバイスの501ではないタイプのジーンズを穿いてくるように」との指示を受け、翌日ジーンズを穿いてスタジオ入りしたメンバーは、腰の位置にセットされたマイクの前でキューに合わせて一斉にジッパーを引き上げた。
3. 四季頌歌（しきしょうか）
4. 塀までひとっとび
リカットシングルとして「SUKI SUKI SUKI」というタイトルで「墨絵の国へ」とのカップリングで発売された。元々この曲はライブ専用に作られたもので、録音の予定はなかったが、レコーディング中に日比谷野外音楽堂で行なったライブ演奏をトーマスが聴き、急遽アルバムに収録されることとなった[1]。
5. 颱風歌（たいふうか）
6. さようなら

## 参加ミュージシャン
サディスティック・ミカ・バンド
- 加藤和彦 - Vocals, Guitars
- ミカ - Vocals
- 小原礼 - Bass, Vocals, Percussions
- 高橋幸宏 - Drums, Percussions, Additional Vocals
- 今井裕 - Keyboards, Saxophone
- 高中正義 - Guitars